# Onthophagus griseosetosus
Onthophagus griseosetosus là một loài bọ cánh cứng trong họ Bọ hung (Scarabaeidae).